# Chrysolina sundukovi
Chrysolina sundukovi é uma espécie de artrópode pertencente à família Chrysomelidae.